# Raubzug der Wikinger
Raubzug der Wikinger ist ein Abenteuerfilm des britischen Regisseurs Jack Cardiff nach Motiven des Romans Die Abenteuer des Röde Orm von Frans G. Bengtsson.

## Handlung
Der Wikinger Rolf landet nach einem Schiffbruch im von den Mauren beherrschten Südspanien und tritt, um sein Überleben zu sichern, als Erzähler auf. Er berichtet eine Legende, welche er von einer ägyptischen Sklavin seines Vaters gehört hatte, über eine riesige goldene Glocke, die als „Mutter aller Stimmen“ bezeichnet wird. Als dies der Scheich El Mansuh erfährt, der diese Legende kennt und für wahr hält, lässt er den Wikinger sofort gefangen nehmen und will von ihm den Ort, wo die Glocke versteckt sei, durch Folter erfahren, doch Rolf gelingt die Flucht nach Skandinavien. Dort angekommen, stiehlt er mit seinem Bruder Orm das Bestattungsschiff König Haralds von Dänemark, das Rolfs Vater angefertigt hat, Orm nimmt Haralds Tochter Gerda, mit der er heimlich liiert ist, als Geisel. Innerhalb der Besatzung regt sich zunächst Widerstand, mit einem Begräbnisschiff zu fahren, doch als Rolf scheinbar Gerda als Menschenopfer darbringt, lassen sich die abergläubischen Widersacher vorerst beruhigen. In einer Nebelbank hören sie plötzlich das Läuten einer Glocke, und Rolf ist überzeugt, dass dies die „Mutter aller Stimmen“ sein muss. Ein Sturm kommt auf, sie erleiden Schiffbruch, werden wiederum an die südspanische Küste gespült und von El Mansuh gefangen genommen. Während El Mansuh Gerda zu sich nimmt, vorgeblich, um von ihr zu erfahren, wo die Glocke ist, entwickelt sich eine angedeutete Romanze zwischen Rolf und El Mansuhs Hauptfrau Aminah. Letztendlich zwingt der Scheich die Wikinger, als Gefangene mit ihm die Glocke zu suchen.
Nach einer langen Irrfahrt erreichen sie eine kleine Kapelle, in deren Mitte eine kleine goldene Glocke hängt. Aus Zorn über diesen „Schatz“ schlägt Rolf die Glocke gegen die Kuppel, die laut dröhnend erklingt, die eigentliche große goldene Glocke ist getarnt und eingemauert als Kuppeldach. El Mansuh lässt die „Mutter aller Stimmen“ in seine Residenzstadt bringen, wird allerdings dort von König Harald und seinen Männern überrascht, die wütend dem Schiffsdieb Rolf gefolgt waren. Nach einem langen Gefecht siegen die Wikinger, König Harald söhnt sich mit Rolf aus, der ihn für eine neue Schatzsuche nach dem großen Diamanten in den Kronen der Sachsenkönige zu gewinnen sucht.

## Synchronisation
Die deutsche Synchronbearbeitung entstand 1964 in den Ateliers der Elite Film Franz Schroeder GmbH, Berlin. Das Dialogbuch verfasste Georg Laub, Synchronregie führte Heinz Giese.
| Darsteller         | Deutscher Sprecher | Rolle                     |
| ------------------ | ------------------ | ------------------------- |
| Richard Widmark    | Arnold Marquis     | Rolf                      |
| Sidney Poitier     | Herbert Weicker    | Scheich El Mansuh         |
| Russ Tamblyn       | Thomas Eckelmann   | Orm                       |
| Rosanna Schiaffino | Renate Küster      | Aminah                    |
| Oscar Homolka      | Eduard Wandrey     | Krok                      |
| Edward Judd        | Hans Wiegner       | Sven                      |
| Lionel Jeffries    |                    | Asis                      |
| Beba Lončar        | Maria Körber       | Gerda                     |
| Clifford Evans     | Hans W. Hamacher   | König Harald von Dänemark |
| Henry Oscar        |                    | Auktionator               |
| Gordon Jackson     | Bruno W. Pantel    | Vahlin                    |
| Paul Stassino      | Klaus Miedel       | Raschid                   |
| Colin Blakely      | Joachim Nottke     | Rhykka                    |
| Jeanne Moody       | Claudia Brodzinska | Ylva                      |
| David Lodge        |                    | Olla                      |

## Kritiken
„Aufwendiges Abenteuerkino mit wirkungsvollen Trickszenen und großem Verschleiß an Menschen und Material. Das herrlich naive Drehbuch ist voller Nonsens-Dialoge, die allerdings nicht komisch gemeint sind.“

## Drehort
Gedreht wurde der Film großteils im Limski-Kanal im damaligen Jugoslawien, der eine große Ähnlichkeit mit den skandinavischen Fjorden aufweist.